# Pelargonium ceratophyllum
Pelargonium ceratophyllum är en näveväxtart som beskrevs av L'hér.. Pelargonium ceratophyllum ingår i släktet pelargoner, och familjen näveväxter. Inga underarter finns listade i Catalogue of Life.